# A6 (België)
De Belgische A6 is een kort stuk geplande snelweg tussen Nijvel en de grote ring rond Charleroi nabij Gouy. De snelweg zou de R3 verbinden met de E19 nabij Nijvel. Het knooppunt Arquennes ten zuiden van Nijvel is gebouwd met deze aansluiting in gedachte. Na de realisatie van de A54 werden deze plannen echter al snel vergeten.

## Planning
In de eerste autosnelwegplannen ging de autoweg van Brussel naar Charleroi bij Arquennes via het A6-tracé recht naar het zuiden om bij Gouy aan te sluiten op een ring rond Charleroi. In de jaren 60 en het begin van de jaren 70 werden de plannen echter uitgebreid. In het grootse autosnelwegenplan van minister Jos De Saeger (CVP) uit 1972, werd de ringweg rond Charleroi uitgebreid met een oostelijk deel, maar werd er ook een tweede verbinding voorzien vanaf Arquennes die rechtstreeks naar het centrum van Charleroi zou gaan. De A54 werd in 1972 in gebruik genomen. Met de komst van de economische crisis van de jaren 70, werd al snel beslist dat één verbinding tussen de E19 in Arquennes en Charleroi zou volstaan. In 1976 werd er door minister Louis Olivier (Parti réformateur libéral) afgezien van de bouw van de A6 tussen Arquennes en Gouy.